# Tongdemun történelmi és kulturális park állomás
Tongdemun (Dongdaemun) történelmi és kulturális park állomás metróállomás a szöuli metró 2-es, 4-es és 5-ös vonalán. A közelében található a Tongdemun (Dongdaemun) kapu és a hozzá kapcsolódó Tongdemun (Dongdaemun) piac, valamint a Dongdaemun Design Plaza.

## Viszonylatok
| 2-es vonal                                                | 2-es vonal                | 2-es vonal                                                                 |
| --------------------------------------------------------- | ------------------------- | -------------------------------------------------------------------------- |
| Uldzsiro 4-ka (Euljiro 4-ga) (külső oldal) Városháza felé | fő vonal                  | Sindang (belső oldal) Cshungdzsongno (Chungjeongno) felé                   |
| 4-es vonal                                                |                           |                                                                            |
| Tongdemun (Dongdaemun) Tanggoge (Danggogae) felé          | személy- és expresszvonat | Cshungmuro (Chungmuro) Anszan (Ansan) és Oido felé                         |
| 5-ös vonal                                                |                           |                                                                            |
| Uldzsiro 4-ka (Euljiro 4-ga) Panghva (Banghwa) felé       | fő vonal                  | Cshonggu (Cheonggu) Szangil-tong (Sangil-dong) vagy Macshon (Macheon) felé |